# Cambarus hamulatus
Cambarus hamulatus är en kräftdjursart som först beskrevs av Cope 1881.  Cambarus hamulatus ingår i släktet Cambarus och familjen Cambaridae. IUCN kategoriserar arten globalt som livskraftig. Inga underarter finns listade i Catalogue of Life.